# Crematogaster irritabilis
Crematogaster irritabilis är en myrart som beskrevs av Smith 1860. Crematogaster irritabilis ingår i släktet Crematogaster och familjen myror.

## Underarter
Arten delas in i följande underarter:
- C. i. irritabilis
- C. i. leguilloui
- C. i. subtilis